# 森正敏
森 正敏（もり まさとし）は、日本の元アマチュア野球選手である。ポジションは内野手。

## 来歴・人物
東海大学付属相模高校では、2年生の時、1974年の夏の甲子園に出場し、チームは準々決勝に進むが、その準々決勝で延長15回の末に鹿児島実業高校に敗れる。
翌1975年には、その年の春の選抜には二塁手として出場。チームは決勝に進んだが、その決勝戦で杉村繁のいた高知高校に敗れた。同年夏は県予選で10連続安打・12連続出塁という記録を打ち立てた。同年の夏の甲子園に出場したが、またも準々決勝で中村昭らがいた上尾高校に敗れた。1年下のチームメートに原辰徳、岡部憲章、津末英明がいる。
同年のドラフト会議で阪急ブレーブスから5位指名されたが入団を拒否し、東海大学に進学する。4年秋に二塁手でベストナイン。
大学卒業後はリッカーに入社した。